# Allée couverte du Trou aux Anglais

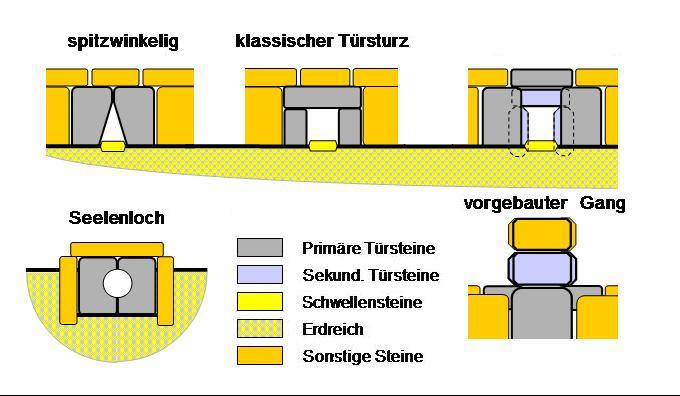
Schema von Zugängen – Die Kammertrennung von Trou aux Anglais entspricht den graugetönten Teilen der Darstellung links oben

Die Allée couverte du Trou aux Anglais (deutsch „Loch der Engländer“) ist ein Galeriegrab, das ursprünglich bei Aubergenville im Département Yvelines in Frankreich stand und wegen drohender Zerstörung 1901 ins Freigelände des Museums von Saint-Germain-en-Laye versetzt wurde. Die Rekonstruktion wurde nicht präzise durchgeführt, denn eine Wandplatte wurde als Abdeckung verwendet.

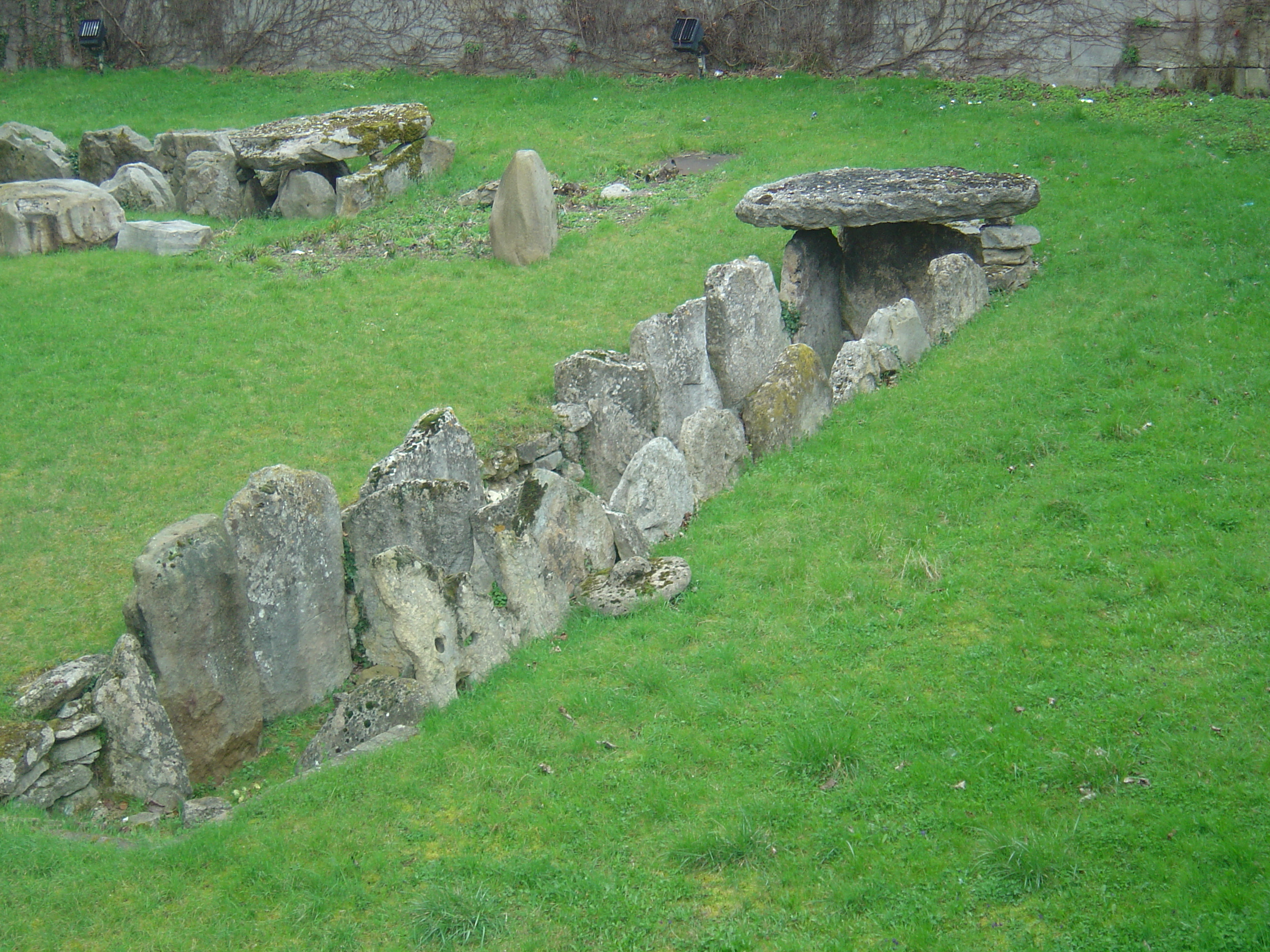
Das Galeriegrab Trou aux Anglais im Freigelände des Museums von Saint-Germain-en-Laye

Schema eines Galeriegrabes

Die Megalithanlage ist 10,3 m lang und 1,8 m breit. eine Platte zwischen der Vorkammer und der Kammer teilt die Galerie. Den Durchgang bildet ein ovaler Bogen.
Auf der Trennplatte befinden sich drei Felsritzungen. Sie stellen ein Gefäß, eine geschliffene Axt und eine weitere Axt dar. Ritzungen in der Kammer stellen die Göttin dar mit der Besonderheit, dass auch der Kopf dargestellt ist. Ein weiterer Stich soll einen Mann darstellen, der einen Pflug zieht.
Die Kammertrennung zwischen zwei Felsplatten mit spitzwinkeligem Zwischenraum ist in Frankreich eine Besonderheit, kommt aber in Schweden häufig vor.
Bei den Ausgrabungen wurden menschliche Überreste, Werkzeuge und Waffen entdeckt. Dieses Inventar ist während des Zweiten Weltkrieges  verschwunden.